# Hypolytrum verticillatum
Hypolytrum verticillatum är en halvgräsart som beskrevs av Tetsuo Michael Koyama. Hypolytrum verticillatum ingår i släktet Hypolytrum och familjen halvgräs. Inga underarter finns listade i Catalogue of Life.